# ريك برايس
ريك برايس (بالإنجليزية: Rick Price)‏ هو لاعب غولف أمريكي، ولد في 18 مايو 1968 في ريدينغ في الولايات المتحدة.

## وصلات خارجية
- ريك برايس على موقع رابطة لاعبي الغولف المحترفين (الإنجليزية)